# Meloe niger
Meloe niger är en skalbaggsart som beskrevs av Kirby 1837. Meloe niger ingår i släktet Meloe och familjen oljebaggar. Inga underarter finns listade i Catalogue of Life.